# 조두순 사건
조두순 사건은 2008년 12월에 대한민국 경기도 안산시 단원구에 있는 한 교회 안의 화장실에서 조두순이 만 8세 여아를 강간 폭행한 사건이다. 사건 초기에는 잘 알려지지 않은 사건이나, 2009년 9월 22일에 성범죄자에 대한 전자발찌 착용 사례로 KBS 1TV 《시사기획 쌈》과 뉴스에 소개되어, 곧 범행의 잔혹성과 범인의 파렴치함, 그리고 유아 성범죄의 형량에 대한 논란을 불러일으킨 사건이다. 사건 발생 초기에 피해자 가명을 사용하여 나영이 사건이라 불렸지만 가해자가 아닌 피해자에 초점을 맞춘 명칭이라는 이유로 네티즌 사이에 비판이 일기 시작하였고, 그 이후로 조두순 사건으로 사용되었다.
피해자에게 교회에 다녀야 한다면서 피해자를 교회 안 화장실로 끌고 갔다. 피고인은 그곳에서 피해자에게 수차례로 구강성교를 강요하였으나 피해자가 이를 거부하자 주먹으로 피해자의 얼굴을 수회 때리고, 이에 피해자가 울자 시끄럽다며 볼을 심하게 깨물었다. 피고인은 피해자의 목을 졸라 기절시키고 피해자를 성폭행한 뒤 흐르는 수돗물 위에 피해자를 둔 채 사라졌다. 이로 인하여 피해자에게 최소 8주 이상의 치료를 요하는 복부, 하배부 및 골반부위의 외상성 절단의 영구적 상해 및 비골골절상 등을 가하였다.

## 사건의 경과
2008년 12월 11일에 학교로 등교 중인 초등학교 2학년이던 여자 초등학생이 범인 조두순으로부터 유인당하여 교회 안 화장실로 납치되어 강간 상해를 당했다. 이로 인해 피해자의 신체는 심하게 손상되었다. 범인 조두순(당시 56세)은 징역 12년형을 선고 받았는데 형량이 가혹하다는 이유로 항소, 상고하였으나 모두 기각되어 12년형을 확정받았다. 범인의 나이가 많고 술을 먹은 상태, 즉 심신 미약이 참작되어 형기가 줄어든 것이다.

### 제1심 판결문
다음은 제1심 판결문의 일부이다.

(생략)

범죄사실

피고인 겸 피부착명령청구인(이하 ‘피고인’이라 한다)은 1983. 8. 9. 서울지방법원 북부지원에서 강간치상죄로 징역 3년을 선고받은 전력이 있는 자로서, 술에 취하여 사물을 변별하거나 의사를 결정할 능력이 미약한 상태에서, 2008. 12. 11. 08:30경 안산시 단원구 ..동 ....에 있는 ..교회 앞 노상에서 근처 ‘..’ ○○학교로 등교하던 피해자를 발견하고 피해자를 강간하기로 마음먹고, 피해자에게 접근하여 교회에 다녀야 한다면서 피해자를 위 교회 안 화장실로 끌고 갔다.

피고인은 그곳에서 바지를 벗고 피고인의 성기를 빨도록 하였으나 피해자가 이를 거부하자 주먹으로 피해자의 얼굴을 수회 때리고, 이에 피해자가 울자 시끄럽다면서 입으로 피해자의 볼을 깨물고, 피해자의 목을 졸라 기절하도록 하였다.

피고인은 계속해서 항거불능 상태에 빠진 피해자의 바지와 팬티를 벗기고 내부장기를 꺼내고 세제를 삽입하고, 이로 인하여 피해자에게 최소 8주 이상의 치료를 요하는 복부, 하배부 및 골반부위의 외상성 절단의 영구적 상해 및 비골골절상 등을 가하였고, 성폭력범죄를 다시 범할 위험성이 있다.

(중략)

양형의 이유

이 사건 범행은 피고인이 자신의 부당한 성적 욕구를 충족시키기 위하여 등교 중이던 8세에 불과한 피해자를 인근 건물의 화장실로 끌고 가 목을 졸라 기절시킨 후 강간하였고, 최소 8주 이상의 치료를 요하는 복부, 하배부 및 골반부위의 외상성 절단 등의 영구적 상해를 입었고, 즉시 수술적 처치 등이 이루어지지 않았다면 생명이 위험할 정도였다.

따라서, 이 사건 범행으로 인하여 피해자 및 피해자의 가족은 평생토록 지울 수 없는 참담하고도 심각한 고통과 정신적 상처를 입었으며, 특히 피해자는 음부와 항문이 심하게 훼손되어 그 기능을 상실함으로써 앞으로도 정서적·육체적 성장 과정에서 심한 고통을 받을 것이 분명하고, 평생 동안 장애인으로 살아가야 한다.

이와 같이 이 사건 범행의 죄질과 범정이 극히 중함에도, 피고인은 자신의 잘못을 뉘우치기는커녕 그때 그때 여러 변명을 하면서 범행을 부인하고 있고, 피해자의 피해회복을 위해 어떤 조치도 취하지 않았으며, 현재 피해자의 가족은 피고인에 대한 엄벌을 탄원하고 있다.

또한, 피고인에 대한 판결전 조보고서의 기재에 의하면, 피고인은 알콜중독 및 행동통제력 부족으로 범죄유발 가능성이 많고, 재범위험성이 비교적 높은 것으로 나타났다.

이와 같은 이 사건 범행의 수단 및 방법, 그 결과, 범행 후의 정황, 피고인의 범죄전력, 재범위험성, 연령, 성행, 가정환경 등 모든 양형조건을 종합하여 볼 때, 피고인으로 인한 추가 범죄의 발생을 막아 이 사회를 보호하고, 피고인의 악성을 교화·개선시키기 위하여는 피고인을 장기간 이 사회에서 격리시킬 필요가 있다고 할 것이므로, 피고인에 대하여 주문과 같이 형을 정한다.

(하략)

### 교도소 수감
2009년 1월 9일 강간상해죄로 기소된 가해자는 3월 4일 무기징역형을 구형받게 되나, 3월 27일 1심 판결에서 징역 12년을 선고받는다. 이에 대해 담당 검사는 항소를 하지 않았고 3월 30일 가해자인 조두순은 "형량이 너무 무겁다"며 항소를 하였으며, 7월 24일 항소가 기각되었다. 3일 뒤인 27일 조두순은 다시 상고하였으나 같은 해 9월 24일 상고 역시 기각됐으며, 청송교도소(지금의 경북북부제2교도소) 독방에서 수감생활을 하고 2018년 7월 성폭력심리치료를 위해 포항교도소로 이감했다.

## 반응과 영향
성범죄는 징역 30년 이하(사건당시는 15년 이하. 형법 제42조. 2010.4.15 본조개정)이고 미성년자의 경우 가중처벌 된다. 이는 성범죄와 유아 성범죄의 형량에 대한 논란으로 이어져 다음 아고라 청원이 이루어졌으며, 범인의 엽기적인 범죄행각과 재판에서의 뉘우침 없는 태도 때문에 많은 사람들에게 분노를 일으켜 국회, 청와대 홈페이지에 항의글이 빗발쳤다.
여론이 악화되자 2009년 9월 30일에 이명박 대통령이 국무회의 석상에서 "법에서 판단한 내용에 대해 문제를 제기하는 것은 쉽지 않다는 사실을 안다"면서도 "그러나 평생 그런 사람들은 격리시키는 것이 마땅하지 않나 하는 생각까지 할 정도로 마음이 참담하다"고 밝혔다. 이귀남 법무부 장관도 조두순에 대한 가석방이 없을 것이라고 밝혔다.
또한 10월 1일에 여성부와 국가인권위원회 홈페이지에 많은 사람들이 제도 개선을 요구하는 항의 글을 남겼다.

### 지원금 논란
피해자 가정은 생활보호대상가정으로 집안형편이 어려웠다. 피해자의 아버지는 일거리가 있을 때에만 일을 할 수 있는 일용직 노동자이고 피해자 엄마는 가사 도우미이다. 어머니가 자녀의 미래를 위해 보험에 가입해 매달 2만 5천 원씩 보험료를 납부했었다.
부모는 사건 이후 일을 그만두고 피해자의 치료에만 매달렸다. 안산시에서 지원금을 받아 병원비와 각종 경비를 부담하고 있었다. 보험사도 끔찍한 사고를 감안해 4000만 원의 보험금을 지급했다. 그러자 안산시는 시에서 받은 긴급치료지원비 600만 원을 모두 반납하라고 명령하면서 만일 이행하지 않을 경우 전세금을 압류하겠다고 안산시장 명의의 공문을 지난 2009년 6월 발송하였다. 또 생활보호대상자 혜택도 중단한다고 통보했다. “원칙적으로 통장에 300만 원 이상의 잔고가 있으면 지원대상에서 제외된다"는 이유였다. 부모는 피해자의 신체 중 일부 기능이 영구 상실됐고 앞으로 몇 년은 더 심리치료를 받아야 한다고 사정했으나 받아들여지지 않았다.
이 소식이 전해진 후 안산시의 홈페이지에 네티즌들의 비판글이 빗발쳤다. 이에 안산시 관계자가 지원금의 회수 처분을 철회했고 기초생활급여도 다시 지급하는 만큼 안산시에 대한 오해는 풀어달라고 했다.

### 언론 보도
항소 기각 두 달 후인 2009년 9월 22일에 성범죄자에 대한 전자발찌 착용 사례로 KBS 1TV 《시사기획 쌈》과 뉴스가 이 사건을 집중 보도하면서, 다른 언론사들도 이를 인용해 보도하기 시작했고 여론이 들끓었다. 9월 30일 일부 언론사에서 범인의 직업이 개신교 목사라고 잘못 보도되기도 했지만 곧 정정보도를 하였다. 그러나 범인의 직업을 밝히지는 않았다. 경찰은 범인이 피해자에게 '교회에 다녀야 한다'며 교회 화장실로 유인한 점과 현장에서 채취된 지문 등의 증거를 바탕으로 교회 관계자 및 인근 주민으로 용의자를 특정하고 수사 시작 57시간 만에 범인을 검거하였다.
"제가 겸손해서가 아니라 마음이 무겁다. 아이들 문제를 팔아서 프로그램했다는 생각에 아직도 불편하다. 인터넷상에 보면 '범인이 목사다'는 말도 나오고, 나영이가 입은 옷도 상세하게 묘사되어 있는데 사실과 다르다. 눈뜨고 보기 힘든 소설들이 올라와 있다. 이런 내용을 아이가 봤을 때 어떤 기분이 들겠나. 정말 자제를 부탁드린다. 나영이를 찍은 원본 테이프가 혹시라도 유출될까봐 회사 금고에 넣었다. 아예 파기하려다가 당분간 갖고 있기로 했는데, 부디 아이를 찾지 말아달라."

또한 범인은 과거에 삼청교육대 출신으로 살인 전과도 있는 것으로 밝혀졌다.
한편, 일부 몰지각한 네티즌이 10월 1일 인터넷에 올린 범인 추정 사진이 사건과 전혀 관계가 없는 다른 사람으로 밝혀졌다.
| “ | 서울 양천구에 사는 김모(59)씨는 1일 연합뉴스와 전화에서 "오늘 벌초를 하다 한 후배로부터 `나영이 사건의 범인 사진이라면서 선배의 사진이 올라왔다'는 전화를 받았고, 확인을 해보니 내 얼굴이 맞더라"고 말했다. 김씨는 인터넷에 범인으로 지목돼 떠도는 사진은 자신이 2006년 3월 산악회 카페에 올려놓은 것이라고 설명했다. | ” |

### 쟁점

#### 기소와 형량
검사는 피고인에 대하여 성폭력범죄의 처벌 및 피해자보호 등에 관한 법률이 아닌, 일반 형법상의 강간상해·치상을 적용하여 기소하였다. 일반 형법상 강간상해·치상은 무기징역 또는 5년 이상의 징역이지만, 성폭력범죄의 처벌 및 피해자보호 등에 관한 법률 제9조(강간 등 상해·치상)의 법정형(무기징역 또는 7년 이상의 징역)이 더 무거웠다. 이에 관해 특별법이 아닌 일반 형법을 적용한 점에 관하여 국회 법사회의 검찰에 대한 추궁이 있었고 검찰은 잘못이 있었음을 인정하였다.
법원에 기소자인 검찰이 항소 또는 상고하지 않고 피고만 항소 또는 상고하게 되는 경우, 불이익 변경 금지의 원칙에 의해 1차 법원에서 판결된 형량보다 많은 형량을 받을 수 없다. 따라서 지방법원에서 12년이 선고되었고 검사의 불복이 없었으므로 죄형법정주의 원칙에 의해 고등법원과 대법원은 법의 한도를 벗어나 판결할 수 없었다. 검찰은 항소를 포기한 점에 관하여 잘못이 있었음을 국정감사에서 밝혔다.
성폭행 및 유아 성범죄에 대한 법률 개정을 검토할 필요성이 제기되고 있다. 또한 이와 관련하여 법원에 대한 비판의 목소리가 높아지자 당시 법원은 "법정 최고형은 무기징역이지만 강간 치사죄에 대해서도 무기징역이 내려진 적이 없다. 12년형이면 죄질 나쁜 살인죄와 거의 동일한 형량이다"라고 해명하였다.

#### 심신 미약
법원은 피해자의 연령과 범행의 잔혹성에 근거해 무기징역을 선택하고도, 범인의 나이가 고령(당시 56세)이며 평소 알콜중독과 통제불능으로 인한 심신미약상태가 인정된다는 이유로 "심신장애로 인하여 전항의 능력이 미약한 자의 행위는 형을 감경한다"는 형법 제10조제2항에 따라 형을 감경하였다.
당시 형법 제55조제1항제2호는 "무기징역 또는 무기금고를 감경할 때에는 7년 이상의 징역 또는 금고로 한다."로 규정하고 있었다.(현재는 10년 이상 50년 이하의 징역 또는 금고) 그런데, 당시에는 대법원 판례 때문에 무기징역을 감경할 경우에는 법원은 징역 15년까지만 선고할 수 있었다. 이 때도 유기징역을 가중할 경우에는 25년(현재는 50년)까지 선고할 수 있었기 때문에 '무기징역을 감경할 경우에도 25년까지 선고할 수 있도록 형법을 개정해야 한다'는 비판과 논란이 끊임없이 제기되었음에도 정부와 법원의 무관심, 국회의 방치 때문에 조두순 사건 때까지 법개정은 이루어지지 않았다. 무기징역을 심신미약 감경할 경우 징역 15년까지만 가능했던 당시 형법 규정 아래에서 조두순이 징역 12년을 선고받았기 때문에 만약 징역 25년까지 선고할 수 있었다면 조두순은 징역 18년 ~ 20년을 선고받았을 거라는 논란이 뒤따랐다.
또한, 일각에서는 조두순이 이미 유아 성폭행 등의 전과가 있고 증거인멸을 위하여 치밀한 행동을 한 점을 들어 심신미약 적용으로 인한 감형이 부적절하다는 주장이 제기되고 있으며, '음주상태를 심신미약으로 보아 감형하는 것이 타당한가'에 대한 근본적인 의문이 제기되었다.

#### 검찰에 대한 비판
검찰은 사건의 조사과정에서 ‘녹화가 안됐다’,‘녹음이 안됐다’,‘소리가 작다’고 하면서 피해아동에게 무려 5번씩이나 진술을 반복하게 하였음이 밝혀졌다.
피해아동의 주치의도 TV 토론 프로그램 출연하여 아동성폭력범죄에 대한 조사는 선진국처럼 피해자의 연령과 심리상태를 감안하여 의사나 전문가를 통하여 피해자 진술이 이루어져야 하며 그 진술이 법정에서 증거능력을 갖도록 하여야 한다고 지적하면서 현행 방식의 문제점을 지적하였다.
대한변호사협회는 이를 수사 과정상의 문제점으로 지적하고, 국가를 상대로 손해배상 소송을 청구할 예정이다.
2009년 12월 15일 대한변호사협회는 검찰이 사건기록 복사 요청을 거부하고 이를 취고한다는 내용의 서류까지 쓰게했다며 3,000만원 대의 손해배상 소송을 냈다. 조사 위원회가 밝힌 사유는 다음과 같다.
1. 병원 응급실 간호기록지에 도착 당시 피해자의 질액을 채취했다고 나와있고, 피해자의 부모도 증거 채취를 요구했지만, 재판 과정에서는 증거로 제출되지 않았으며, 지금도 그 증거물의 행방이 묘연하다고 밝혔다.
2. 병원 조사 때 가림막을 설치하지 않아서 피해자 얼굴 노출
3. 성폭력법상 성폭력 사건은 전담검사가 수사를 진행하도록 되어 있지만, 비전담 검사가 수사를 했고, 비디오 녹화 기계 조작의 미숙으로 피해자 진술 녹화를 4번이나 반복하게 했다.
4. 재판 과정에서도 검사는 경찰에서 조두순을 검거한 직후 비디오 녹화를 해 둔 CD를 간과해 항소심 선고일 전날에야 뒤늦게 증거로 제출했다.
5. 검찰은 성폭력 특별법이 아닌 일반 형법으로 범인을 기소한 점, 12년형에 대한 항소를 포기한 점에 대하여 비판받고 있다.

이에 대해 2009년 12월 14일 대검찰청 감찰위원회는 담당 검사에게 징계 조치를 하라고 김준규 검찰총장에게 권고했다.

#### 인권
또 성범죄 가해자의 인권을 둘러싼 논쟁도 벌어지고 있다. 한 네티즌이 가해자의 인권을 보장해 달라며 유영철, 김길태를 비롯한 성범죄자의 인권보호카페를 개설하였고, 성범죄경력이 있거나 가족, 친지로 보이는 약 천여 명의 네티즌들이 이에 동조하여 회원으로 가입하였다. 그 카페를 방문한 수만 명의 네티즌은 카페 폐쇄를 요청하면서 그들의 주장을 비판하였다. 현재 카페는 폐쇄되었다.

#### 우려
전문가들은 이 사건이 잘못된 성관념과 허술한 법제도, 재발 방지책과 같은 건설적인 논의보다는 사건 자체에 관심을 기울여 피해자가 더 고통을 겪을 수밖에 없는 방향으로 가고 있다고 우려하고 있다. 한국성폭력상담소 이윤상 소장은 다음과 같이 말하였다.
 "우리가 정말로 피해자가 이런 상태를 치유하고 극복하고 이런 문제와, 그 다음에 이런 문제가 다시 발생하지 않기 위해서는 우리사회가 어떤 일을 해야 되는가 여기에 초점을 맞추는 것이 어떤 치유라든가 재발방지라든가 이런 데에 더 초점을 맞출 수 있는 것이고"

또한 나영이의 치료를 담당하고 있는 주치의는 TV 토론을 통하여 "이슈가 되는 사건이 보도될 때마다 정부와 정치권에서 여러 대책을 반복해서 내놓지만 과거의 발표에서 진전된 내용이 없고 공허한 말뿐이며, 정작 장기적인 지원을 필요로 하는 피해아동에 대한 현실적인 지원 대책이 마련되어 있지 않다"며 안타까움을 표시한 바 있다.

#### 괴담
판결문에는 나와 있지 않은 범인의 범행 과정이 인터넷에 게시되고 있으나, 출처가 분명치 않다. 《시사기획 쌈》의 해당 취재 기자는 이를 가리키는 것으로 보이는 진술을 했다.
한편, 이 사건을 처음 보도한 KBS 《시사기획 쌈》제작진은 홈페이지를 통해 “시청자들의 관심에도 아이를 보호할 만한 대안을 제시하지 못해 송구스럽다”며 “나영이 아버지가 더 이상 언론에 노출되는 것을 원하지 않는다”고 글을 게시했다.

### 촛불 집회
2009년 10월 10일 저녁에 서울 시청 앞 서울광장에서 조두순 사건과 관련해 촛불집회를 열었다. 성범죄자에 대한 법적 처벌을 강화해달라는 내용으로 피켓과 촛불을 들었고 다양한 주장을 자유발언 형식으로 했다.

### 모금 운동
인터넷 포털 사이트를 통하여 나영이를 돕기 위한 기부금 모금을 하고 있다. 모금이 완료되면 안산시청 사회복지과에 기부될 예정이다.
포털사이트 네이버의 기부포털인 '해피빈'에서는 '따뜻한햇살양성평등상담소'와 연계해 나영이를 돕기 위한 기부금 모금을 하고있다. 1차에 이어 2차 모금은 2009년 11월 16일부터 2009년 12월 31일까지 진행되었다.
인터넷 포털 다음의 아고라에서는 '나영이 사건 제발 나영이에게 도움을 주세요'란 모금청원을 2009년 10월 9일부터 2009년 10월 13일까지 진행하였다. 처음에 다음 측은 "많은 네티즌들이 서명을 했지만 언젠가 학교로 돌아가게 될 나영이가 행여 놀림을 받거나 상처를 받지나 않을까 걱정돼 어떤 모금도 원치 않는다는 나영이 어머님의 뜻에 따라 진행하지 않는 것으로 결정했다"고 밝혔지만 재차 가족과 협의를 하여 아이에게 조금이라도 힘이 될 수 있도록 진행되었다.
모금이 종료된 이후에도 나영이에 대한 시민들의 정기(일시)적인 후원은 안산시청이나, 경기도사회복지공동모금회 등을 통하여 수혜자 지정기부가 가능하다.

## 후속대책
이 사건의 영향으로 2010년에 국회는 유기징역의 상한을 기존 15년(가중 25년)의 두배인 30년(가중 50년)으로 늘렸으며, 아동·청소년에 대한 강간죄의 공소시효를 폐지하였다. 또한 전자발찌 착용 최대 기한을 30년까지 연장하는 등의 대책이 마련되어 시행되었다.
이 사건의 가해자인 조두순은 2020년 12월 12일 출소하였다. 안산시는 조두순의 출소로 무도 3단 이상 자격의 무도실무관급 인력을 투입하는 24시간 순찰을 하고 있다. 2021년 5월 20일부터 대한민국 법무부와 안산시가 조두순을 감시 관리하기 위해 넉달간 사용한 예산이 2억원이 넘는 것으로 알려졌다.

## 관련 영화
- 공정사회 (2013년 작)
- 소원 (2013)

## 같이 보기
| - 성범죄 - 2008 민주노총 성폭력 사건 - 2007년 제주 초등학생 성추행 살해 사건 - 강화도 모녀 납치 살해 사건 - 안양 초등학생 납치 살해 사건 - 용산 초등학생 성폭행 살해 사건 - 일산 초등학생 납치 미수 사건 - 광주 인화학교 도가니 사건 | - 김길태 - 김보은 김진관 사건 - 조두순 - 신창원 - 사이코패스 - 지존파 사건 - 소원 (영화) |